# 德州职业技术学院

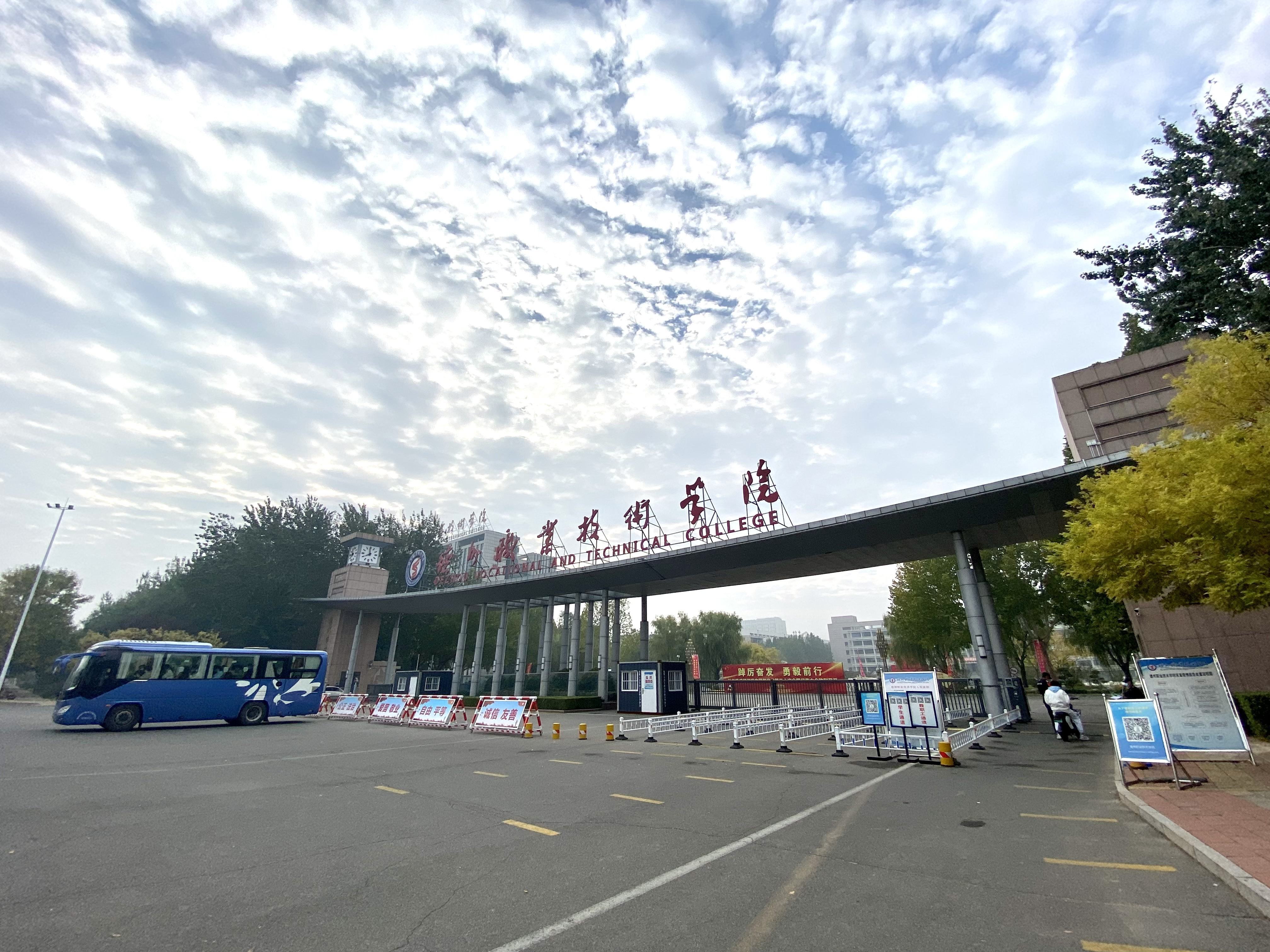
北门

德州职业技术学院（Dezhou Vocational and Technical College）是一所位于中国山东省德州市的专科层次公办全日制综合性普通高等职业院校。学校实行“一校两牌”，德州市技师学院同属本校。学校设有机械工程系、电气工程系、计算机信息技术工程系、经济管理系、汽车工程系、新能源技术工程系、建筑园林工程系、粮油食品与轻工工程系、基础部(家政服务系)9个教学系部。校址为德州市德城区大学东路689号。